# Mac Dre’s the Name
Mac Dre’s the Name — пятый студийный альбом американского рэпера из Области залива Сан-Франциско Mac Dre, выпущенный 13 июня 2001 года.
Первый трек альбома не следует путать с более ранним треком с таким же названием, который появился в первом мини-альбоме Mac Dre Young Black Brotha в 1989 году.

## Список композиций
1. «Mac Dre’s the Name»
2. «Shakin' the Feds»
3. «From Sac 2 tha Boonies»
4. «Northside»
5. «Throw»
6. «Neva Gonna Fade Us»
7. «Doin' What I Do»
8. «Be About Your Doe»
9. «The Game Is Thick»
10. «Nobody Moves, Nobody Gets Hurt»
11. «I Gotta Go» (при участии Marvaless)
12. «Dangerous» (при участии Bad Azz и Daz Dillinger)